# Lasswell-Formel
Die Lasswell-Formel (englisch Lasswell's model of communication or Lasswell's communication model) wurde 1948 von dem US-amerikanischen Politik- und Kommunikationswissenschaftler Harold Dwight Lasswell formuliert und beschreibt das grundlegende Modell der Massenkommunikation. An diesem Modell lässt sich das Lern- und Forschungsfeld der Kommunikationswissenschaft aufspannen.
Sie lautet: „Wer sagt was in welchem Kanal zu wem mit welchem Effekt?“ (Who says what in which channel to whom with what effect?)

## Inhalt
- wer sagt → Sender/Kommunikator → Kommunikatorforschung

Der erste Bestandteil der Formel Wer sagt  bezieht sich auf den Kommunikator (auch Sender oder Quelle genannt), der eine Information sendet. Der Kommunikator kann in der Massenkommunikation auch aus einem ganzen Team von Personen bestehen.
- was → Inhalt → Inhaltsanalyse / Mediengeschichte: Programmgeschichte

Der Inhalt wird durch das was in der Formel festgelegt. Er kann sich sowohl aus einer persönlichen Mitteilung, einer Werbebotschaft oder der Informationsflut der Massenmedien zusammensetzen. Besonders wichtig ist hierbei neben dem was auch noch die Tatsache wie der Inhalt vermittelt wird (seriös, feststellend, fordernd, angreifend, ernst, ironisch…).
- in welchem Kanal → Medium → Medienanalyse / Mediengeschichte: Organisationsgeschichte

Aus welchem Medium  die gesendete Information stammt legt der Formelbestandteil in welchem Kanal  fest. Dieser Bestandteil ist entscheidend, da er das Verbindungsglied zwischen Kommunikator und Rezipient darstellt. Nur wenn der Rezipient den „Kanal“ interessant findet, kommt die Aussage auch an.
- zu wem → Empfänger, Zuhörer → Mediennutzungsforschung („Publikums“- bzw. „Rezipientenforschung“)

Der Bestandteil zu wem in der Formel spiegelt den Rezipienten wider. Die Information, die vermittelt werden soll, muss zielgruppenorientiert sein, denn die Eigenschaften des Rezipienten werden durch zahlreiche Merkmale bestimmt: demografische (Alter, Geschlecht, Familienstand), geografische (Wohnort), sozio-ökonomische (Haushaltsgröße, Einkommen, Ausbildung, Beruf), psychografische (Interessen, Kaufabsicht, Lebensstil, Einstellung) und Verhaltensmerkmale (Kaufmenge, Kaufhäufigkeit, Mediennutzung).
- mit welchem Effekt → Effekt → Medienwirkungsforschung

Die Wirkung eines Informationsinhalts auf den Rezipienten wird im letzten Bestandteil der Formel mit welchem Effekt? erfragt. Es ist wichtig bei der Wirkung auch die emotionalen Sichtweisen und Auslöser zu berücksichtigen.
Im Ansatz ähnlich war bereits das dreigliedrige Organon-Modell der Sprache von Karl Bühler (1933). Roman Jakobson hat ein sechsgliedriges Kommunikationsmodell als Grundlage einer strukturalistischen Literaturwissenschaft vorgeschlagen (1960). Friedemann Schulz von Thun hat in Deutschland ein viergliedriges Modell als Vier-Seiten-Modell oder Kommunikationsquadrat popularisiert.

## Kritikpunkte
Da das Modell Feedback der Rezipienten nicht berücksichtigt, handelt es sich hier um ein unidirektionales Modell. Auch werden durch die starke Differenzierung der Forschungsbereiche mögliche Zusammenhänge dieser verdeckt. Dem wird entgegengehalten, dass die Kritik die Lasswell-Formel als Kommunikationsmodell missverstehe. Die Formel habe bis heute didaktischen und heuristischen Wert.
Die Lasswell-Formel entstammt der Massenmedienforschung, die als wirkungsorientierter kommunikationswissenschaftlicher Ansatz vor allem die theoretische Debatte bis in die 60er Jahre bestimmte.